# Parapercis colias
Parapercis colias is een straalvinnige vis uit de familie van Pinguipedidae en behoort derhalve tot de orde van baarsachtigen (Perciformes). De vis kan maximaal 45 cm lang en 2500 gram zwaar worden. De hoogst geregistreerde leeftijd 17 jaar. 

## Leefomgeving
Parapercis colias is een zoutwatervis. De vis prefereert een gematigd klimaat en leeft hoofdzakelijk in de Grote Oceaan. De diepteverspreiding is 0 tot 150 m onder het wateroppervlak. 

## Relatie tot de mens
Parapercis colias is voor de visserij van aanzienlijk commercieel belang. In de hengelsport wordt er weinig op de vis gejaagd. 